# Francisco Aguirre
Francisco Aguirre (1908 – ?) paraguayi válogatott labdarúgó.
A paraguayi válogatott tagjaként részt vett az 1930-as világbajnokságon és az 1929-es Dél-amerikai bajnokságon.

## Külső hivatkozások
- Francisco Aguirre a FIFA.com honlapján Archiválva 2015. február 4-i dátummal a Wayback Machine-ben